# Doloclanes sunkosiana
Doloclanes sunkosiana är en nattsländeart som beskrevs av Malicky 1994. Doloclanes sunkosiana ingår i släktet Doloclanes och familjen stengömmenattsländor. Inga underarter finns listade i Catalogue of Life.